# Munke Bjergby
Munke Bjergby is een plaats in de Deense regio Seeland, gemeente Sorø. De plaats telt 310 inwoners (2019).
Munke Bjergby behoort tot de gelijknamige parochie. De parochiekerk is rond 1140 gebouwd.
Oorspronkelijk heette het dorp Bjærgby. In 1170 werd het dorp door Esbern Snare geschonken aan het klooster van Sorø. Om duidelijk te maken dat het dorp toebehoorde aan het klooster, werd Munke ('monnik') aan de plaatsnaam toegevoegd. In een brief van Paus Urbanus III uit 1186 staat het dorp dan ook als Munke Bjergby vermeld.
In 1903 kreeg Munke Bjergby een halte aan de spoorlijn Sorø - Vedde. In 1933 werd het reizigersvervoer beëindigd en het station van Munke Bjergby gesloten. In 1951 werd de spoorlijn opgeheven. Het stationsgebouw werd eerst een verpleeghuis; later kwam het gebouw in privébezit.